# Benet Biscop
Benet Biscop (Northumbria, 628 - 12 de gener de 690) fou un monjo benedictí britànic. És venerat com a sant per diferents confessions cristianes. Fou el mestre de Beda el Venerable, quan aquest li fou confiat, amb set anys, pels seus pares perquè l'instruís.
Benedictus Biscop era oficial del rei Oswiu de Northúmbria, però als 25 anys va decidir de fer-se monjo benedictí. En 674 va fundar un monestir dedicat a Sant Pere a Wearmouth (Sunderland), en terres donades per Egfred de Northumbria, fill d'Oswiu, i hi formà una biblioteca, que reuní més de 200 llibres (una gran quantitat, llavors). En 682, fundà un nou monestir, dedicat a Sant Pau, a Jarrow. Tots dos van convertir-se en importants centres de cultura a l'època. Foren els primers edificis eclesiàstics en pedra de la Gran Bretanya, i els primers on s'emprà el vidre. Les biblioteques i scriptoria dels dos monestir es van fer famosos pels manuscrits que s'hi copiaren, com el Codex Amiatinus (avui a Florència).
Anà sis cops com a pelegrí a Roma, i en els viatges estudià la vida i els costums dels monestirs d'altres llocs, per tal de millorar el model monàstic anglès. Recollí gran quantitat de llibres, documents, pintures, relíquies de sant, paraments sacres i objectes per als seus monestir, per introduir els estils de culte de l'Església romana. En tornar del sisè pelegrinatge, trobà que una epidèmia havia causat moltes baixes als dos monestirs.
Els tres últims anys de vida els passà al llit, malalt. Hi morí el 690 als 62 anys.

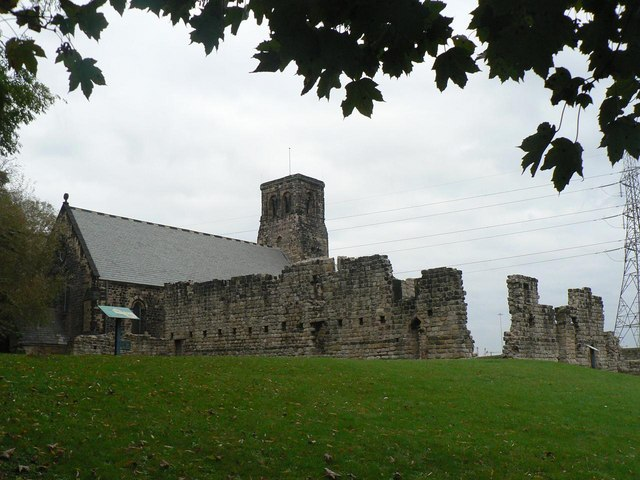
Monestir de S. Pau de Jarrow
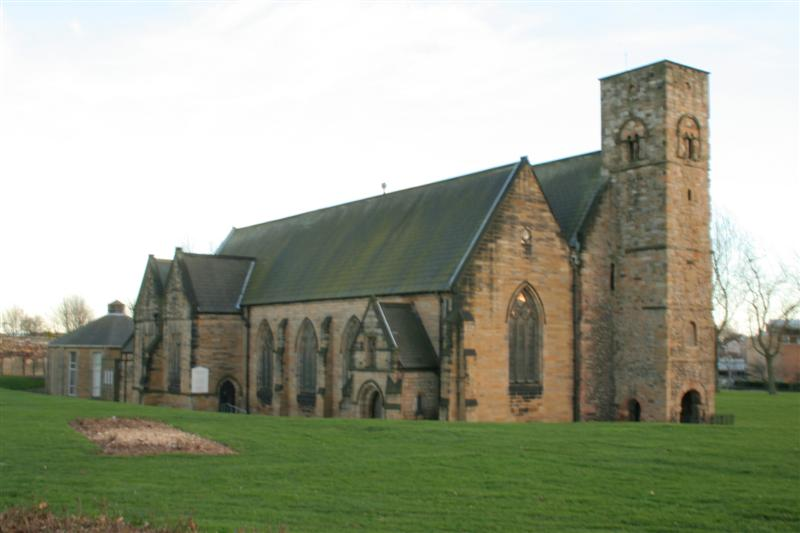
S. Pere de Wearmouth en l'actualitat
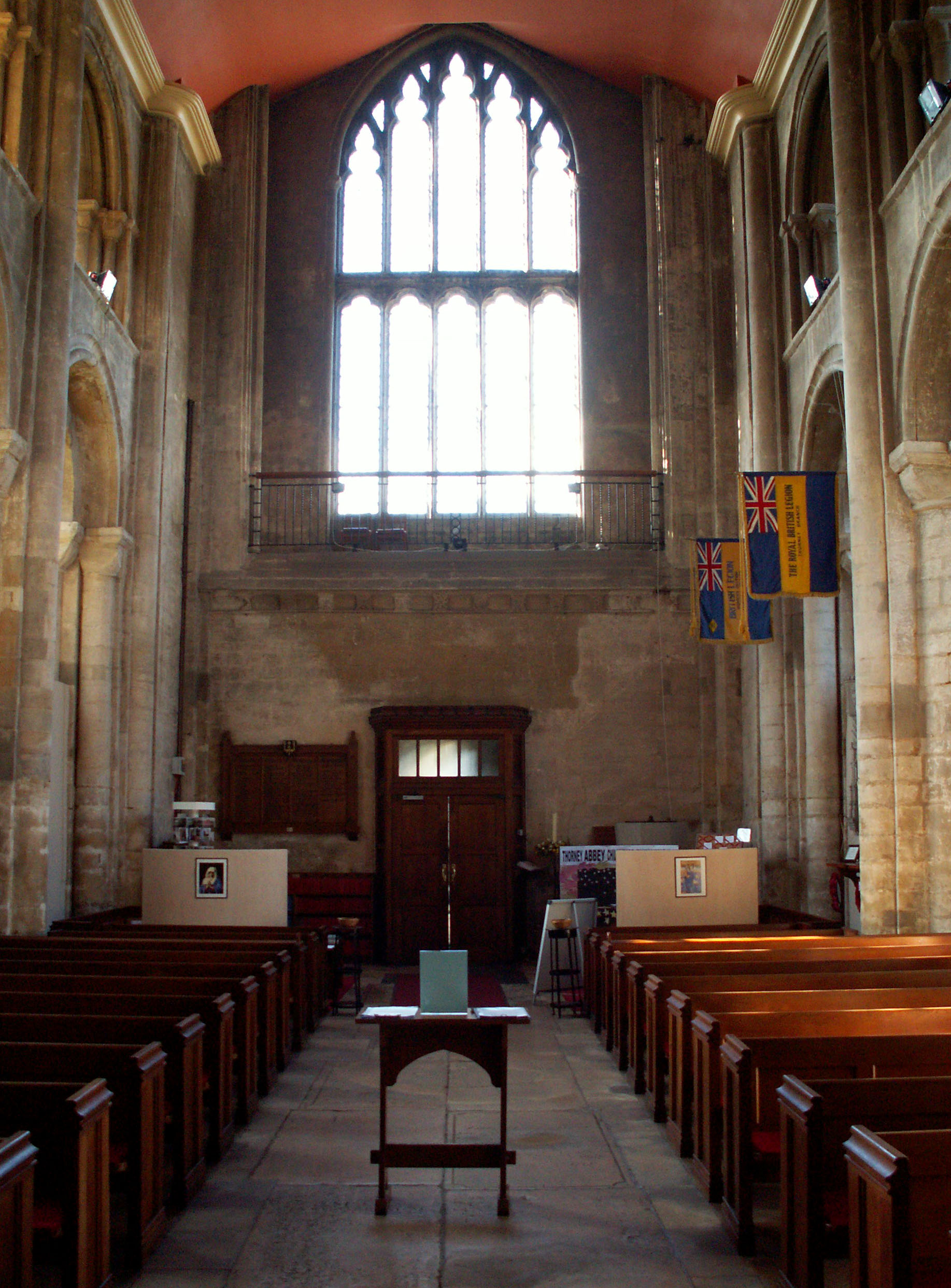
Abadia de Thorney, on fou portat el cos de Benet Biscop